# Asper
Asper is een dorp in de Belgische provincie Oost-Vlaanderen en een deelgemeente van Gavere, het was een zelfstandige gemeente tot aan de gemeentelijke herindeling van 1977. Asper ligt aan de Schelde. Het is de enige deelgemeente van Gavere die aan de linkeroever van de Schelde ligt.  

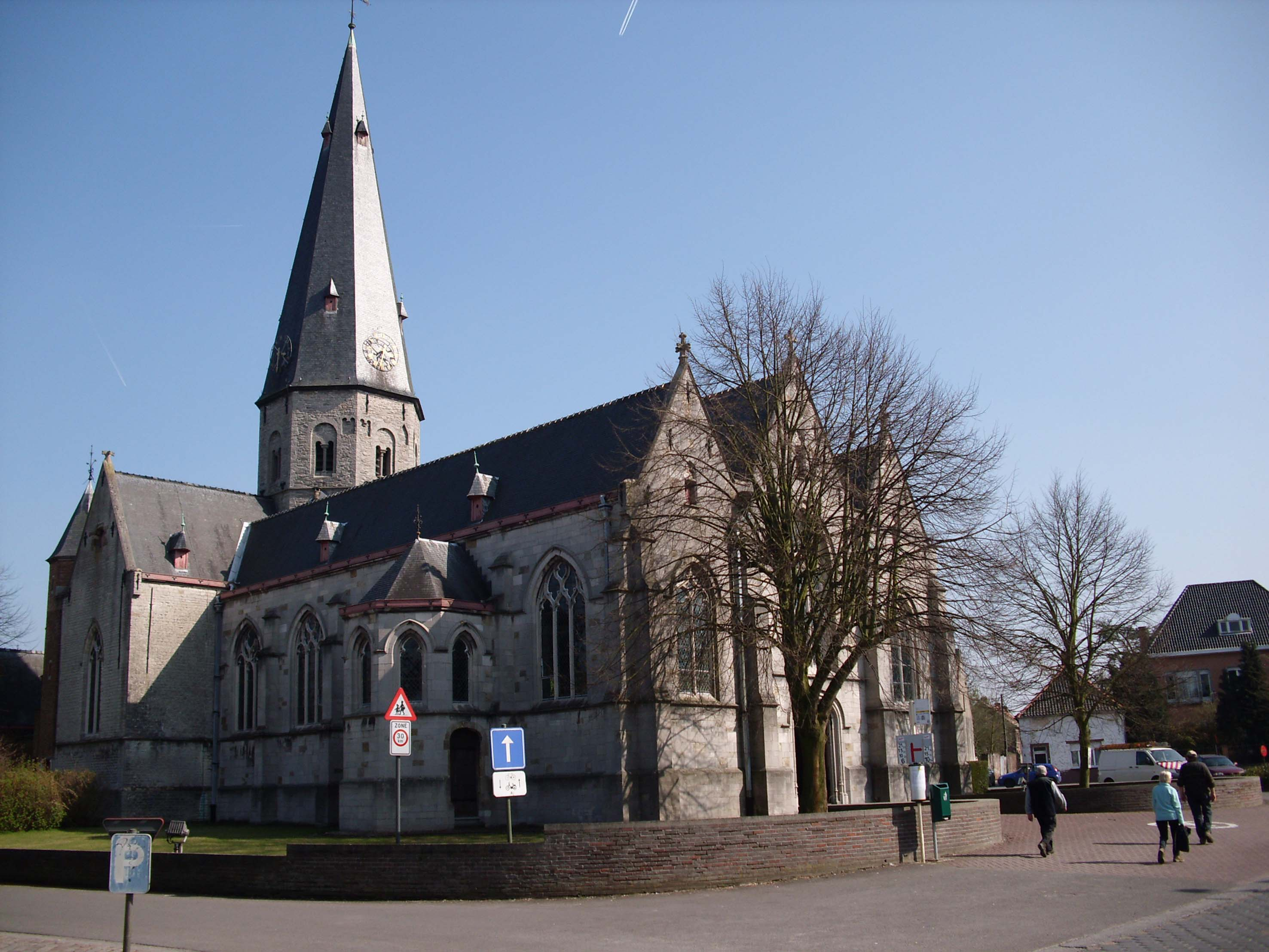
Sint-Martinuskerk

## Geschiedenis
In het grondgebied werden enkele overblijfselen uit de Oude Steentijd en de Midden Steentijd gevonden. Vanaf de Nieuwe Steentijd werden meer archeologische aanwijzingen gevonden, zoals overblijfselen van een Romeinse nederzetting uit de 1e-3e eeuw n.Chr. en een Merovingisch grafveld dat wijst op de mogelijke aanwezigheid van een nederzetting uit die tijd die zich tot het huidige Asper zou hebben ontwikkeld.
Asper werd voor het eerst vermeld in een oorkonde van 963, en wel als Haspra. De betekenis daarvan is speculatief. Vanaf de 13e eeuw vormde het samen met Zingem een heerlijkheid. Het patronaatsrecht van de kerk was in handen van de Sint-Baafsabdij te Gent.
In 1857 werd de spoorlijn van Gent naar Oudenaarde aangelegd en kwam er een station waarbij een nieuwe wijk ontstond. Ook de aanwezigheid van de N60 leidde tot de bouw van woonwijken waarin vooral forenzen kwamen te wonen. Daarnaast kwam er een bedrijventerrein.
Asper was ooit het centrum van de naoorlogse pluimvee-industrie. Het oorspronkelijke broedgebouw bestaat nog steeds.
Asper was een zelfstandige gemeente tot eind 1976. In 1977 werd het een deelgemeente van Gavere.

## Demografische ontwikkeling
- Bronnen:NIS, Opm:1831 tot en met 1970=volkstellingen; 1976 = inwoneraantal op 31 december

## Bezienswaardigheden
- De Sint-Martinuskerk

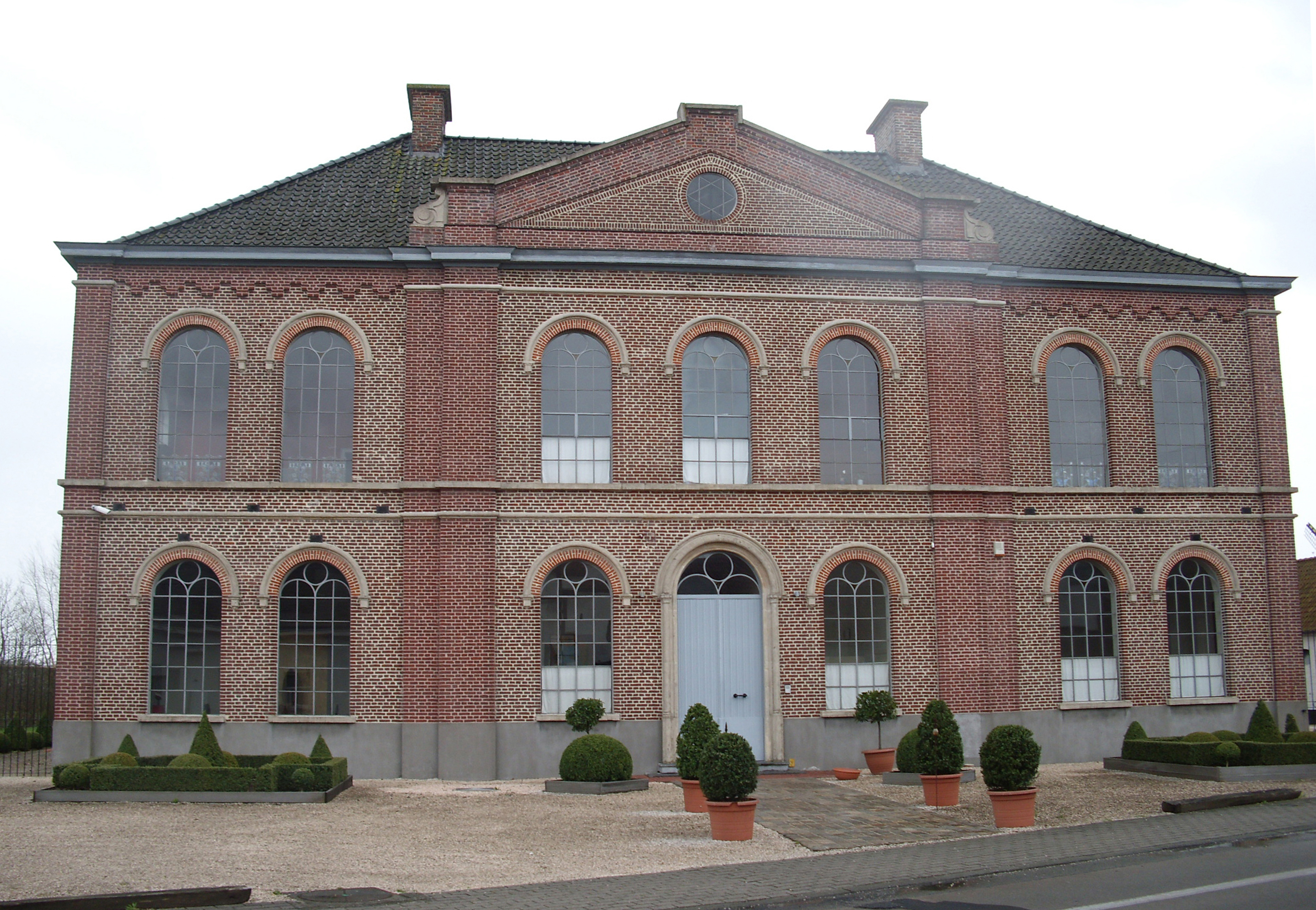
Voormalig Armenhuis

- De Sint-Martinuskapel aan de Prosper Heysestraat
- Het Armhuis, een voormalig armenhuis aan de Steenweg. Het werd in 1863 gesticht door Sabina De Groote, die sinds 1836 weduwe was van P. Fr. De Bock. Het werd oorspronkelijk bestuurd door leken, om in 1896 te worden overgenomen door de religieuzen van het Heilig Hart van Maria uit Nederbrakel. Tot 1927 deed het dienst als bejaardentehuis. Edmond de Perre-Montigny was de architect. Op de voorgevel zit een gedenksteen met de tekst: gesticht door Juffrouw Sabina De Groote, huisvrouw van D'heer P. FR. De Bock, overleden te Asper den 30 april 1836. In Asper is het gebouw gekend als het Hof van de gebroeders Vandenberghe, een vroegere eigenaar.
- De duiventoren
- De voorsteen van de vierschaar

## Natuur en landschap
Asper ligt op de linkeroever van de Schelde. Deze werd omstreeks 1920 gekanaliseerd en van een sluis voorzien. Parallel aan de Schelde loopt de Moerbeek. 

## Politiek
Asper had een eigen gemeentebestuur en burgemeester tot de fusie van 1977. Burgemeesters waren:
- 1903-1933 : Paul Ceuterick
- 1946-1952 : Carlos Dierickx
- 1953-1958 : Georges De Keyster
- 1959-1976 : Carlos Dierickx

De laatste burgemeester, Carlos Dierickx, werd na de fusie burgemeester van Gavere en zetelde tot 1998.

## Schelde

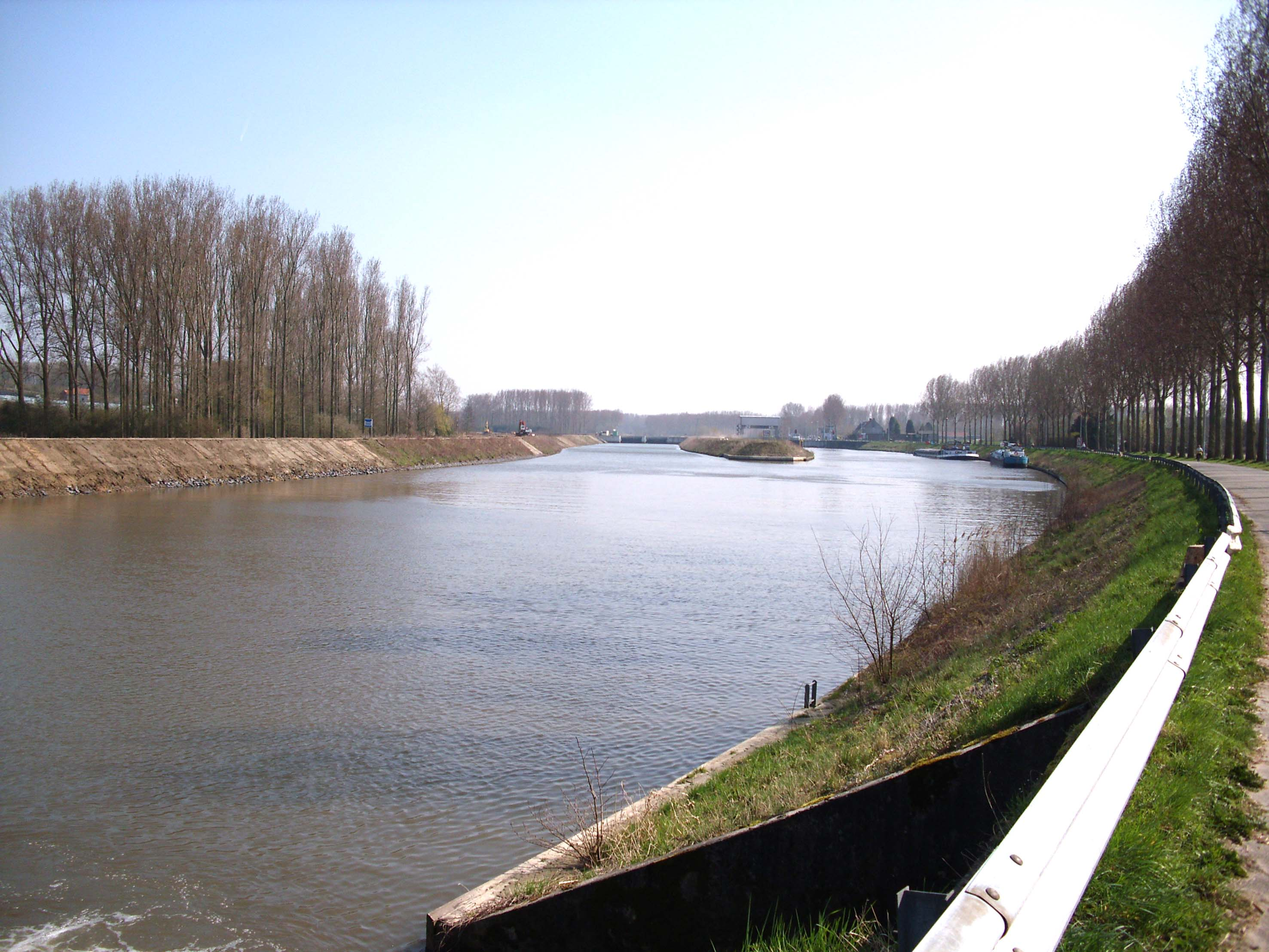
De sluizen van Asper

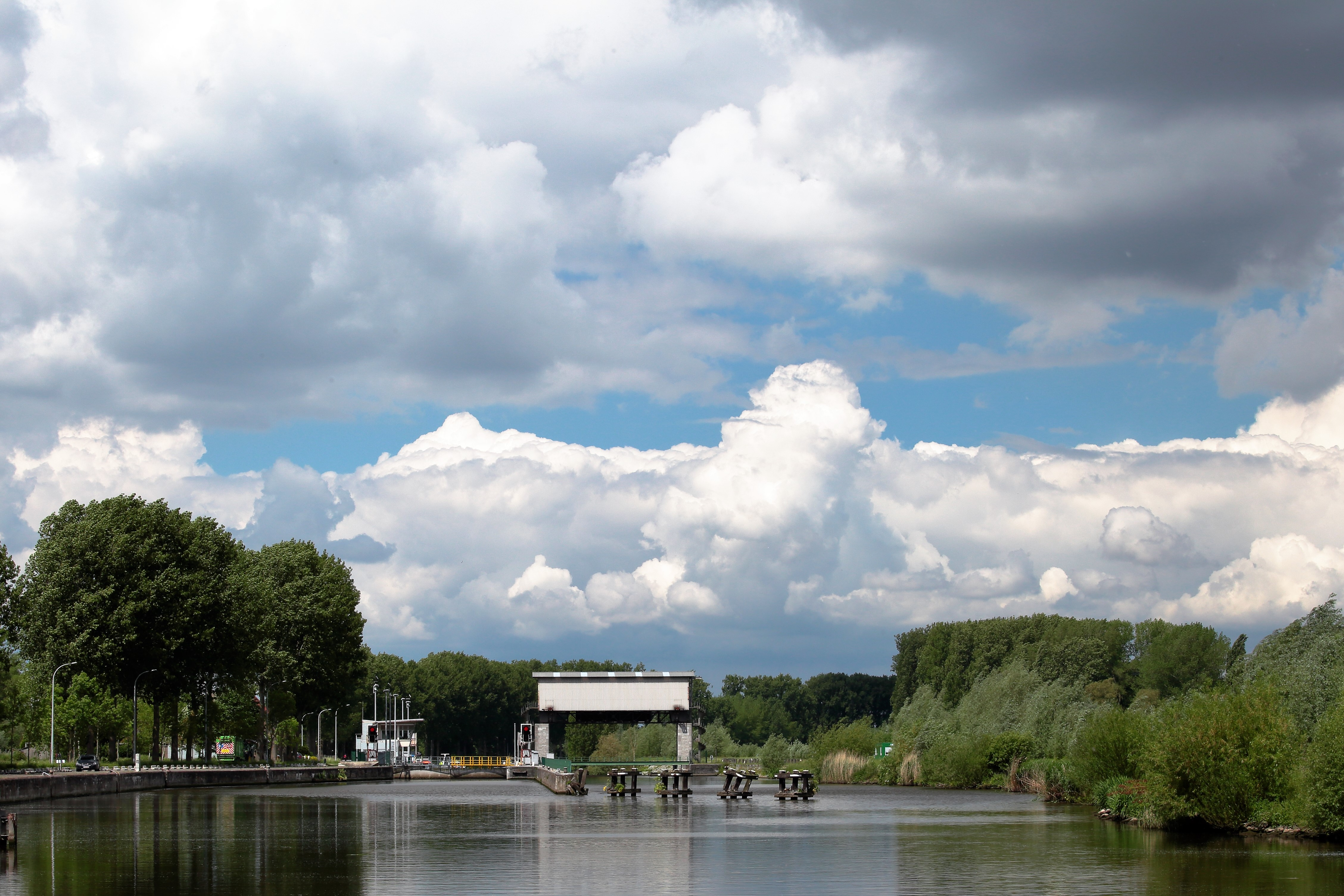
Asper sluis

Ter hoogte van Asper ligt een sluis op de Schelde die aangelegd werd in de jaren 1919-1923. In 2007 startten de werken aan deze sluis en werd er een nieuw vaartracé gegraven. In 2010 was de ontdubbeling een feit. Het is een van de weinige deelgemeenten die door een natuurlijke ingreep van zijn hoofdgemeente gescheiden wordt.

## Nabijgelegen kernen
Gavere, Ouwegem, Eke, Zingem